# Березна (Хмельницкий район)
Бере́зна (укр. Березна) — село на Украине, находится в Хмельницком районе Винницкой области.
Население по переписи 2001 года составляет 708 человек. Почтовый индекс — 22052. Телефонный код — .
Занимает площадь 2,450 км².

## Религия
В селе действует храм Великомученика Димитрия Солунского Хмельницкого благочиния Винницкой епархии Украинской православной церкви.

## Известные уроженцы
- Совинский, Леонард (1831–1887) — польский писатель и поэт.

## Адрес местного совета
22052, Винницкая обл., Хмельницкий район, с. Березна, ул. И. Богуна, 1а